# As We Know It
«As We Know It» es el decimoséptimo episodio de la segunda temporada del drama de televisión estadounidense Grey's Anatomy. El episodio fue escrito por Shonda Rhimes y dirigido por Peter Horton. Se emitió originalmente en los Estados Unidos por el canal ABC el 12 de febrero de 2006. Este episodio es el segundo de una historia de dos partes, empezada por el episodio anterior «It's the End of the World» (literalmente en español 'Es el fin del mundo').
El episodio (junto con la primera parte «It's the End of the World») le aseguró a la escritora Shonda Rhimes una nominación a los premios Emmy en 2006 en la categoría de  «Mejor guion en una serie dramática».

## Trama
La Dra. Bailey entra en labor de parto y, sin su esposo Tucker Jones (que está siendo sometido a una cirugía) a su lado, se niega a empujar. George trabaja con Addison para convencer a Bailey de que tenga el bebé. Finalmente logra comunicarse con Bailey dándole la motivación que necesita y, finalmente, la sostiene mientras ella da a luz. Después de enterarse de que Meredith está en peligro de morir, Izzie tiene un ataque de risa nerviosa y luego le revela a Alex que la razón es porque tiene miedo de que Meredith muera (esto porque previamente estaba celosa de ella por tratar la mejor emergencia médica), este la consuela y vuelven a tener relaciones sexuales. El jefe Richard Webber está bajo mucho estrés por todo lo que ha estado sucediendo y se cree que está sufriendo un ataque cardíaco, lo que atrae a su esposa Adele al hospital. A mitad de su cirugía, el marido del Dr. Bailey sufre un paro cardíaco, lo que lleva a Derek a utilizar medidas desesperadas para lograr salvarlo. Meredith finalmente le quita el explosivo al paciente y Dylan, el líder del escuadrón antiexplosivos, se lo lleva. Meredith sale del quirófano hacia el pasillo, observa con curiosidad a Dylan alejarse con el explosivo y, en ese momento, la bomba explota, matando a Dylan y a un segundo miembro del escuadrón antiexplosivos. Meredith queda inconsciente por la explosión. Hay un resurgimiento de la "escena de la ducha" de la primera parte, pero con un tono más serio: Izzie y Cristina, completamente vestidas, lavan la sangre de una atónita Meredith mientras George las mira de lejos. Tanto el marido de la Dra. Bailey como el hombre que tenía el explosivo incrustado en su cuerpo sobreviven. Al final del episodio, Preston y Derek se hacen amigos, superan su rivalidad inicial al comienzo de la serie y se llaman por su primer nombre. Cristina le dice "Yo también te amo" a un Preston dormido. Derek va a visitar a Meredith y le dice: "Casi mueres hoy", y Meredith le dice que no recuerda su último beso. Derek recuerda el beso para ella y le dice que ella "olía como una especie de flor", que Meredith dice que era lavanda, para luego terminar con Derek llendose de la casa de Meredith, feliz porque ella esta sana y salva.

## Referencia del título
El título del episodio hace referencia a la canción «It's the End of the World as We Know It (And I Feel Fine)» de R.E.M.

## Banda sonora
- «I Tell Myself» - Correatown
- «Stay Where You Are» - Ambulance Ltd
- «World Spins Madly On» - The Weepies
- «Back in the Wild» - Los Chicros remezclado por Greenskeepers
- «Breathe (2 AM)» - Anna Nalick
- «Unlike Me (versión a capella)» - Kate Havnevik
- «Homebird» - Foy Vance

## Recepción
A Dave Anderson de TV Guide le gustó el uso de la canción de Anna Nalick en tres escenas clave. También consideró la escena en la que O'Malley convence a Bailey de seguir adelante con el nacimiento como «la oportunidad de Knight para la ser considerado a ser nominado para los premios Emmy». Wetpaint nombró el episodio en diciembre de 2011 uno de los cinco mejores episodios de Grey's Anatomy junto con la primera parte «It's the End of the World». Variety incluyó el episodio entre los diez casos médicos más extraños de la serie.